# Hospital Comarcal de Melilla
El Hospital Comarcal de Melilla es un hospital público situado en Melilla, y forma parte del Instituto Nacional de Gestión Sanitaria (INGESA).

## Historia[1]

### Antecedentes
La primera constancia de organización de actividad sanitaria en Melilla es del día 23 de abril de 1498 (poco después de la toma la ciudad), en Alcalá de Henares, donde los Reyes Católicos firmaron un acuerdo con la Casa Ducal de Medina Sidonia por el que se fijaba como dotación de la ciudad, y a cargo del Duque, una plaza de físico (médico) y otra de cirujano. También se ordenaba la presencia de un boticario en Melilla con la obligación de contar con toda la farmacopea que fuera necesaria para la asistencia del personal de la plaza, que en estos años era de alrededor de 1.000 hombres. 
Posteriormente se ordenó construir el primer hospital de la ciudad. El hospital se situaba junto a la casa del Gobernador en la plaza principal de Melilla o “Plaça de Harmas” y frente a los aljibes. Era una construcción de una sola altura de planta rectangular y llegó a tener una capacidad para 50 camas.

### Hospital de San Francisco
Con el crecimiento de la ciudad, a mediados del siglo XVII se planificó la construcción de un nuevo hospital con mayor capacidad. Su construcción se inició en 1661, frente a la iglesia parroquial de la Purísima Concepción, a la izquierda del arco de San Miguel.
El llamado hospital de San Francisco se inauguró el 7 de abril de 1665, y era atendido por la Orden de San Juan de Dios. Este hospital aún contaba, después de más de 100 años, de espacio para el ingreso simultáneo de 150 enfermos de las que solo se utilizaban 61 camas, distribuidas en tres salas. Disponía además de quirófano, farmacia, oficinas, cocina y lavandería. Dos salas estaban en el piso superior, teniendo anexa la botica que fue farmacia militar hasta el siglo XX.

### Hospital del Rey
En la segunda mitad del siglo XVIII se decide ampliar la capacidad hospitalaria de Melilla. Diseñado en 1752 por los ingenieros Thomas de Warluzel y Juan de Dios González, se inicia la construcción del nuevo hospital en 1758. 
Denominado Hospital del Rey, contaba con dos plantas de forma rectangular con un patio central, la planta superior donde ubicaban cinco salas que incluían dos de cirugía. 
El hospital tuvo una actividad destacada durante el sitio de Melilla por parte del sultán Mohammed III de Marruecos, estando todavía en construcción en ese momento. El 22 de febrero de 1773, se realizó la primera autopsia de la que se tiene referencias en Melilla.
En el año 1800, el hospital tenía una plantilla de 11 personas entre los que se contaban 1 médico, 2 cirujanos, 1 practicante, 1 auxiliador, 1 mayordomo, 1 sangrador-barbero y 1 partera. Cada compañía militar contaba con un médico. 
El médico militar y académico Magín Berdós Blasco realizó en 1840 una inspección de los hospitales de Melilla, Peñón de Vélez de la Gomera y Peñón de Alhucemas, que plasmó en un informe, donde se describe que el Hospital del Rey con capacidad entre 160 y 200 enfermos, pero con un mantenimiento deficiente y falta de materiales de todo tipo, careciendo de alcantarillado. Los medicamentos eran abastecidos desde Málaga por la hacienda militar. 
Este edificio cubrió las necesidades hospitalarias hasta 1929, año en el que dejó de emplearse como hospital.

### Hospitales militares delsigloXX
Durante el conflicto entre tropas españolas y cabilas rifeñas en el año 1909, la capacidad hospitalaria de la ciudad fue ampliada debido a la necesidad de atender al gran número de heridos. 
La ciudad contaba con nuevos centros sanitarios como la Enfermería Indígena, aprobado por el Ministerio de Estado en 1907 como un hospitalillo dedicado con exclusividad a
los marroquíes musulmanes. Los indígenas alojados en la plaza de Melilla y procedentes de las cabilas cercanas tendrían acceso a él sin limitaciones. Fue completado en 1909, pero con el inicio de la hostilidades y la necesidad de mayor capacidad hospitalaria, se reconvirtió en centro asistencial para enfermedades infecciosas, junto con el Hospital Militar Gómez Jordana, que había sido diseñado en 1912 por el Capitán de Ingenieros Tomás Moreno Lázaro como hospital para enfermedades infecciosas y tenía capacidad para 60 camas.
En la ciudad se instalaron dos hospitales miliares fijos durante la campaña: el Hospital del Buen Acuerdo y el Hospital Militar Alfonso XIII. 
El Hospital del Buen Acuerdo, era un hospital de sangre que atendía heridos en barracones, con unas 60 camas, ubicado sobre el solar que antiguamente ocupaban los huertos del juzgado, en las proximidades de la actual plaza de Torres Quevedo.
El Hospital Militar Alfonso XIII fue construido en 1911. Constituido por nueve barracones, con capacidad máxima para 1645 heridos, poseía sala de radiología y laboratorio propio. Fue desmantelado en 1928. 
Se habilitaron múltiples hospitales provisionales, como el Teatro Alcántara y el Casino Militar, ubicados en la Plaza de los Aljibes, junto a la Iglesia Parroquial con 50 camas, y la Escuela de Nuestra Señora de la Victoria con 30 camas. 
Además, se habilitó urgente un hospital provisional en la Alcazaba dentro del acuartelamiento del Regimiento África 68, con 3 barracones para 72 heridos. Esta instalación anteriormente se había usado como hospital para atender pacientes palúdicos, y mantuvo su funcionamiento, mal acondicionado, hasta 1922. 
En 1910 se construyó el Hospital Militar de Melilla, en un intento de unificar toda la asistencia médica militar de la ciudad. En este hospital ejercieron los médicos militares Fidel Pagés y Mariano Gómez Ulla. 
En las campañas militares de 1921 se añadirían nuevos hospitales, como el del Cuartel del Hipódromo (con 540 camas), o el antiguo fuerte de María Cristina (con 100 camas). El Hospital Indígena se amplió hasta alcanzar las 138 camas, el Hospital Jordana llegó a alcanzar las 425 camas.

### Hospital Comarcal de Melilla
A lo largo del siglo XX, se construyeron nuevos hospitales en la ciudad de Melilla, como el Hospital de la Cruz Roja, inaugurado en 1921. 
La construcción del Hospital Comarcal de Melilla comenzó en 1985, y se completó en 1988. El hospital no entraría en funcionamiento hasta el 21 de abril de 1990. Fue diseñado por Alfonso Casares y Reinaldo Ruiz Yébenes.
A partir de 2008, se adjudica el proyecto y obras para la construcción de un nuevo hospital, de mayor tamaño, con un presupuesto de 41 millones de euros. Su construcción queda paralizada en 2012. 
En 2013, el Hospital Comarcal de Melilla registraba más de 7000 ingresos a lo largo del año, junto con casi 5000 intervenciones quirúrgicas. 
La construcción del nuevo Hospital Universitario de Melilla finalizó en 2023, aunque sigue sin estar operativo, por lo que a principios de 2024 el Hospital Comarcal de Melilla sigue siendo el hospital de referencia de Melilla.

## Cobertura asistencial
El Hospital Comarcal de Melilla atiende a una población superior a 87.000 habitantes, correspondiente a la Ciudad Autónoma de Melilla. El hospital está ubicado en la zona sur de la ciudad. 

### Atención Primaria
Es el hospital asignado para 4 centros de salud de Atención Primaria, entre los que se incluyen: 
- Centro de Salud Polavieja
- Centro de Salud Cabrerizas
- Centro de Salud Alfonso XIII
- Centro de Salud Centro

## Cartera de Servicios
| - Alergología - Aparato Digestivo - Cardiología - Endocrinología - Geriatría - Hematología y Hemoterapia - Medicina Interna - Neumología - Neurología - Neurofisiología - Oncología - Pediatría - Reumatología - Urgencias | - Cirugía General y de Aparato Digestivo - Dermatología - Obstetricia y Ginecología - Oftalmología - Otorrinolaringología - Traumatología y Cirugía Ortopédica - Urología - Neurocirugía | - Análisis Clínicos - Anatomía Patológica - Anestesiología y Reanimación - Bioquímica - Farmacia Hospitalaria - Medicina Intensiva - Medicina Preventiva - Medicina del Trabajo - Microbiología y Parasitología - Psiquiatría - Psicología Clínica - Radiodiagnóstico - Radiofísica Hospitalaria - Rehabilitación |

## Personal
En el centro trabajan alrededor de 750 profesionales. Cuenta con:
- facultativos 127
- enfermería 230
- Otro personal 390

## Instalaciones y recursos
El Hospital Comarcal de Melilla está ubicado en un solar de más de 35.000 metros cuadrados, con 15.000 metros cuadrados de superficie construida.
El hospital dispone de:
- camas instaladas 171
- quirófanos 4
- consultas externas 31
- paritorios 4
- puestos de hospital de día 6
- tomógrafos computarizados 1

### Accesos
Al Hospital Comarcal de Melilla se puede llegar en transporte público de Melilla mediante las  líneas de autobús 3 y 4.